# Nikolai Matwejewitsch Tatarinow
Nikolai Matwejewitsch Tatarinow (russisch Николай Матвеевич Татаринов; * 14. Dezember 1927 in Leningrad; † 29. Mai 2017 in Sankt Petersburg) war ein sowjetischer Pentathlet.

## Karriere
Bei seiner einzigen Olympiateilnahme, bei den Spielen 1960 in Rom, belegte er in der Einzelkonkurrenz den sechsten Rang. Im Mannschaftswettbewerb gewann er mit Igor Nowikow und Hanno Selg die Silbermedaille.
Mit der sowjetischen Mannschaft wurde er 1957, 1958 und 1959 dreimal in Folge Weltmeister. 1957 wurde er außerdem hinter seinen Mannschaftskollegen Igor Nowikow und Alexander Tarassow im Einzel Dritter.